# Рот

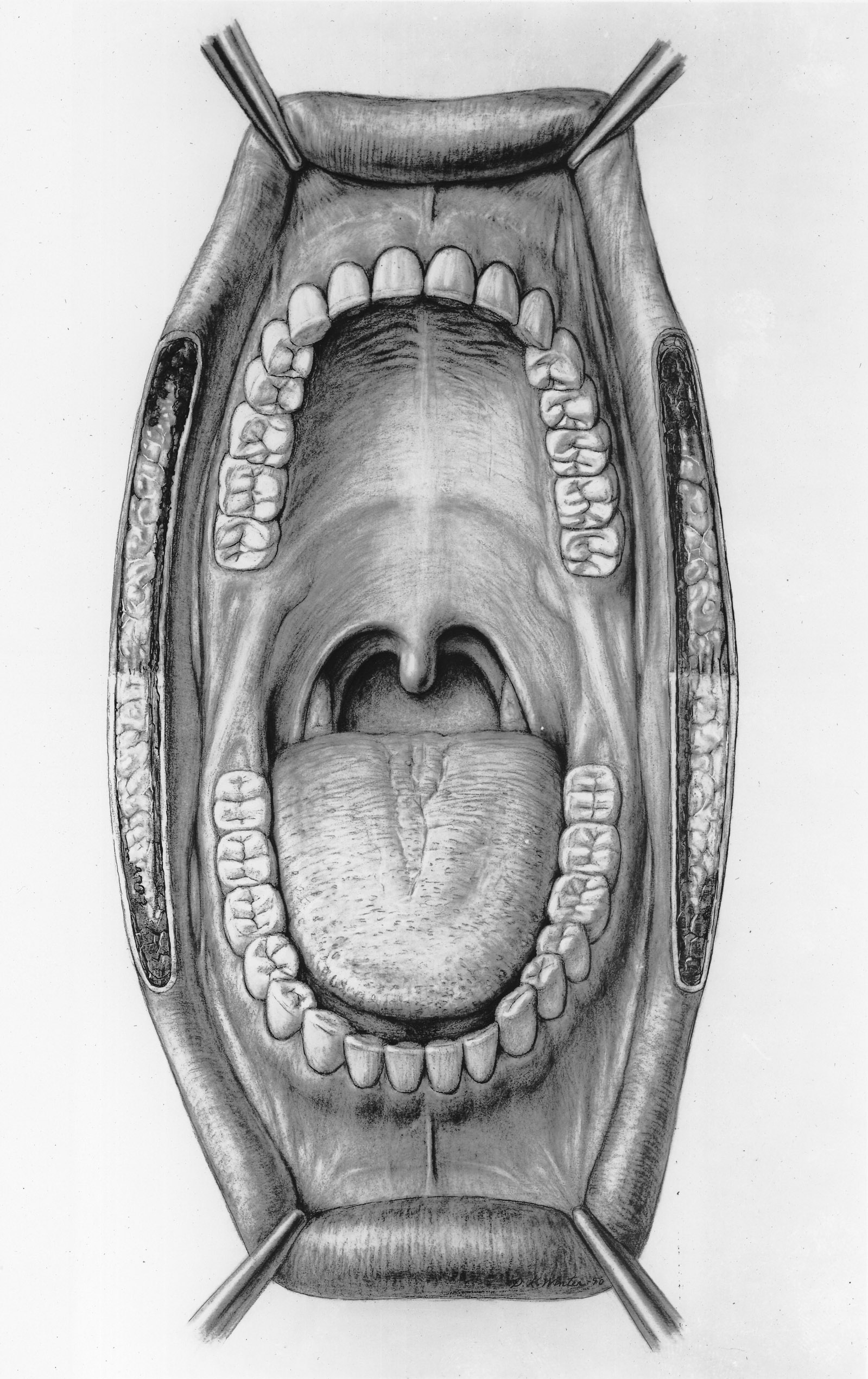
Рот людини

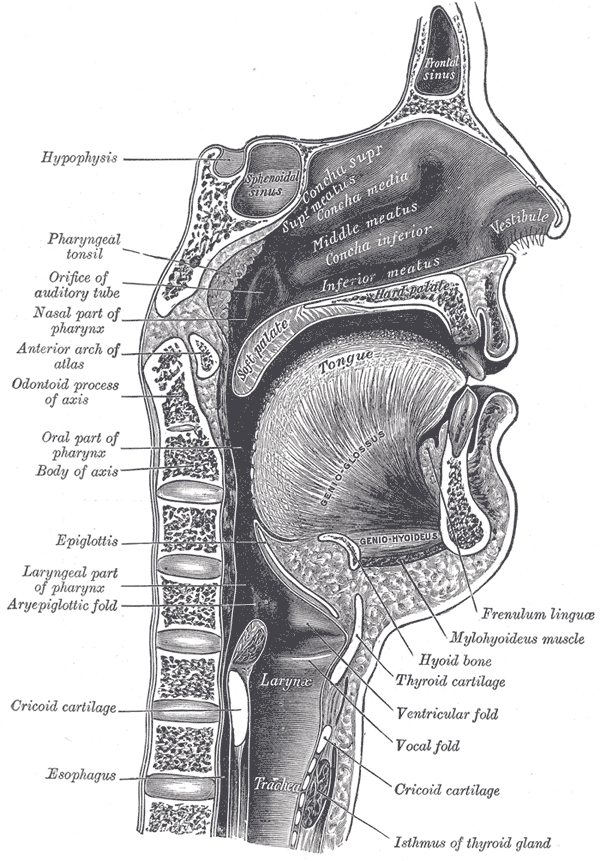
Ротова порожнина людини

Рот (лат. stoma, -atis, розм.пи́сок) — тілесний отвір у тварин, через який приймається їжа і, у багатьох випадках, здійснюється дихання. У багатьох хребетних у роті розміщені зуби і язик. Зовнішньо рот може мати різну форму. У людини він облямований губами, у птахів він існує у формі дзьоба.

## Будова
Ротова порожнина (лат. cavum oris) поділяється на присінок (vestibulum oris) і власне ротову порожнину. Присінок — простір між губами й щоками, з одного боку, і альвеолами й зубами з другого. Ротова порожнина є початковим відділом травної системи, куди за звичайних умов їжа надходить насамперед і підлягає механічній і хімічній обробці.

## Ембріогенезіеволюція
Ембріонально ротова порожнина являє собою похідне передньої кишки. Для деяких найпростіших (наприклад, інфузорій) характерна наявність певної ділянки («рота»), через який входить їжа. У багатоклітинних, починаючи з членистоногих, з'являються так звані ротові органи: верхні щелепи (у павукоподібних) та різні типи ротового апарата — колючий, гризучий, сисний, сьорбаючий, лижучий, колючо-сисний (у комах). У представників класу круглоротих (наприклад, у міноги) існує видозмінена й спеціалізована ротова порожнина — присмоктувальна воронка. У хордових і хребетних тварин ротова порожнина має дуже різноманітну будову.

## Функції
- механічна обробка їжі;
- дегустація;
- первинна хімічна обробка їжі;
- артикуляція (звукоутворення);
- знешкодження мікроорганізмів (лізоцим у слині);
- імунний захист (кільце Пирогова-Вальдеєра).

## Будова
- присінок і власне ротова порожнина вкриті багатошаровим пласким незроговілим епітелієм, який на сосочках язика, на яснах та на твердому піднебінні може зроговівати;
- пухка волокниста сполучна тканина (ПВСТ) власної пластинки слизової оболонки дуже добре васкуляризується, тут є численні артеріоло-венулярні анастомози. ПВСТ може вростати в епітелій з формуванням специфічного рельєфу (сосочки язика, крипти мигдаликів);
- м'язова пластинка слизової оболонки відсутня;
- слизова оболонка на губах, на щоках, на нижній поверхні язика, на м'якому піднебінні та язичку розташована на добре розвиненій підслизовій основі, що зумовлює зміщуваність слизової оболонки по відношенню до інших оболонок, нижче розташовані тканини, а саме спинка язика, тверде піднебіння, ясна — не мають підслизової основи;
- у слизовій оболонці мигдаликів розміщене скупчення лімфоїдних елементів і формується специфічний рельєф, який називається складками або криптами.